# Monumento a Garibaldi (Nizza)
Il Monumento a Garibaldi è una statua monumentale di Nizza realizzata dagli scultori Antoine Étex e Gustave Deloye e inaugurato nel 1891 in Place Garibaldi.

## Storia

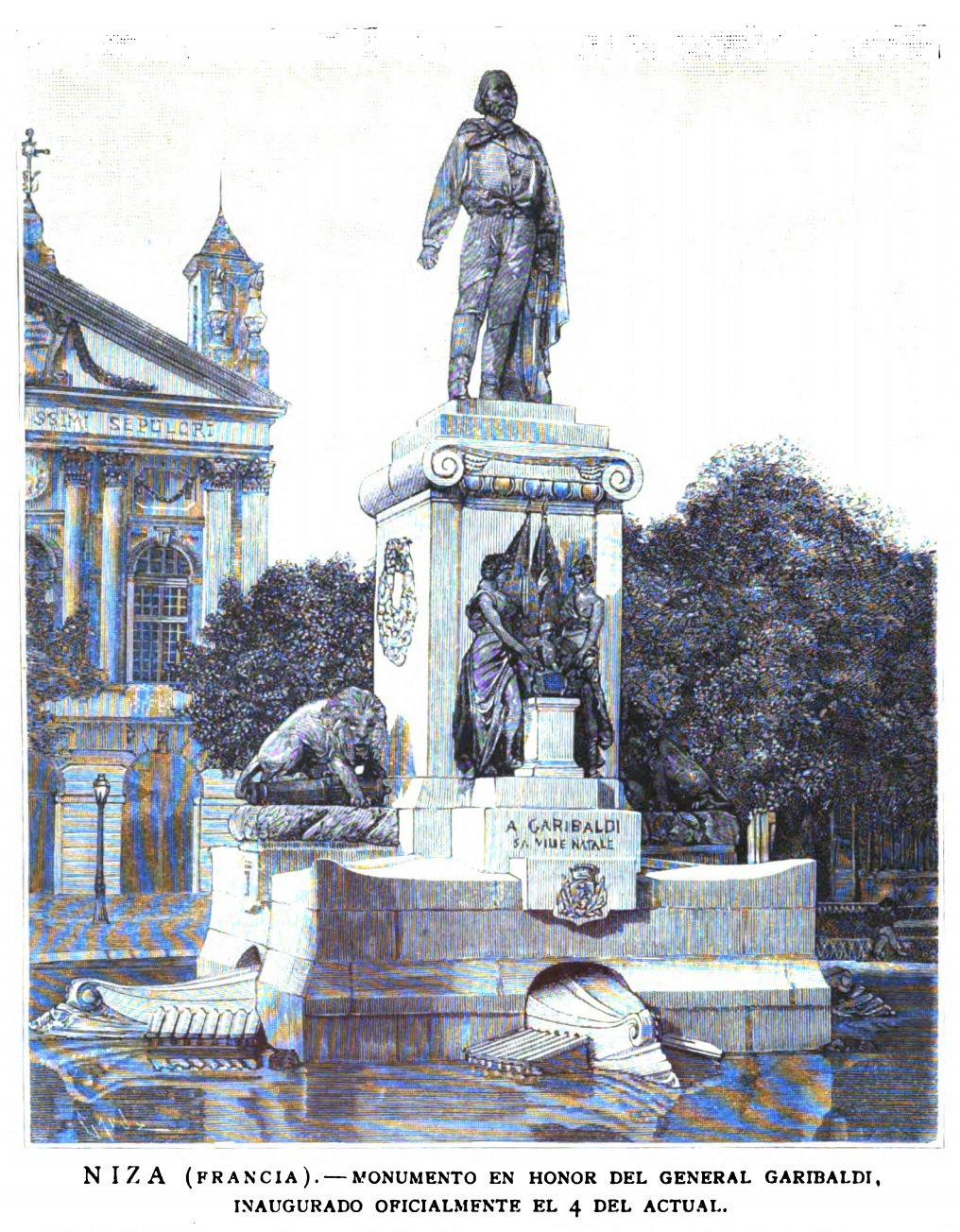
Incisione del monumento recentemente inaugurato (La Ilustración Española y Americana, 15 ottobre 1891)

Il 4 giugno 1882 il consiglio comunale di Nizza, apprendendo della morte del concittadino Giuseppe Garibaldi, votò per l'erezione di un monumento in suo onore. Venne quindi lanciata una sottoscrizione pubblica, che non raggiunse tuttavia il successo previsto. Il sito del monumento fu deciso nel 1885, quando fu lanciato il concorso per la sua costruzione; fu installato nel centro di Place Garibaldi – già Piazza Vittorio – che prende questo nome solo dal 1870.
Ad essere scelto per la realizzazione dell'opera fu lo scultore Antoine Étex, che ne fece un bozzetto ma morì nel 1888, prima di poter finire i lavori; stessa sorte per Dominique Ciotti, responsabile della costruzione del piedistallo del monumento, che morì prima di finirlo. La direzione dei lavori venne allora assegnata allo scultore Gustave Deloye. Per ragioni tecniche, lo scultore decise di quadruplicare le dimensioni del piedistallo e dei due leoni di bronzo.
Il monumento venne inaugurato il 4 ottobre 1891. Fino agli anni '70, la Società garibaldina di Nizza vi depositava un mazzo di fiori ogni 2 giugno, data dell'anniversario della morte del generale.
L'intera opera è annoverata tra i monumenti storici francesi con decreto del 23 luglio 2009.

## Descrizione
Il monumento si trova in piazza Garibaldi, sull'asse del viale della Repubblica (la vecchia Strada Reale Nizza-Torino che collegava Nizza con la capitale del regno sabaudo). Simbolicamente, la statua di Garibaldi guarda verso Torino. Indossa la sua famosa camicia rossa, ha il pugno destro stretto e il braccio sinistro che appoggia sulla sua spada.
Il gruppo allegorico in bronzo, situato sotto la statua di Garibaldi, rappresenta la Francia e l'Italia che vegliano sulla culla del bambino garibaldino. La Francia, a sinistra, indossa un berretto frigio e tiene un'asta portabandiera sormontata da un gallo, mentre quella sostenuta dall'Italia è decorata con un lupo romano. Sul piccolo piedistallo che sostiene questi bronzi, appare l'iscrizione A Garibaldi / la sua città natale in maiuscolo.
Ai lati di questo gruppo si trovano due leoni in bronzo che simboleggiano due figli di Giuseppe Garibaldi: Menotti e Ricciotti. I leoni riposano entrambi su un cannone: quello a destra reca l'iscrizione 1860 in riferimento alla Spedizione dei Mille; sul sinistro è menzionato l'anno 1870, in connessione con la battaglia di Digione durante la guerra franco-prussiana. La parte posteriore del piedistallo è decorata con un bassorilievo in bronzo che illustra Nizza in mezzo alle nazioni.
Dalle quattro facce della base quadrata che sostiene il piedistallo emergono delle prue uscenti dalla fontana che circonda il monumento, in riferimento alla tradizione marittima di Garibaldi e della sua famiglia.
Sul lato anteriore ci sono anche due medaglioni rappresentanti due nipoti di Garibaldi: Costante e Bruno.
Su ogni lato è presente stemma di Nizza.